# Pöttmes
Pöttmes là một đô thị ở huyện Aichach-Friedberg bang Bayern nước Đức. Đô thị Pöttmes có diện tích 82,58 km², dân số thời điểm ngày 31 tháng 12 năm 2006 là 6333 người.